# Adria nemzetközi InterCity
Az Adria nemzetközi InterCity (Horvátországban gyorsvonat) a Budapest-Keleti pályaudvar és Split között közlekedik nyáron és elő-/utószezonban (vonatszám: 1204-1205).

## Történet
A vonat nyári- és utószezonban közlekedik. Elsősorban a horvát tengerpartra utazók miatt közlekedik a vonat, ezért is kapta az „Adria” nevet. 2019 nyaráig a vonat gyorsvonatként közlekedett. A 2020-as koronavírus-járvány miatt nyári- és utószezonban nem közlekedett. 2021. június 11-től június 29-ig még csak belföldön Budapest-Gyékényes viszonylatban közlekedik. 2021. július 2-ától ismét teljes útvonalon közlekedik Budapest-Split viszonylatban. 2022-től a vonat már előszezonban is közlekedik heti 2 alkalommal. 2023-as nyári menetrendtől a vonat nem áll meg Zamárdin.

## Útvonal
A vonat Budapest-Keleti pályaudvarról indul és Siófok, illetve Nagykanizsa érintésével a 30-as vonalon halad Gyékényes útirányon át Koprivnica határállomásig. Érdekesség, hogy a vonat minden nyári menetrendben változó útvonalon közlekedik (Kelenföld-Tárnok között). Vagy a 30a vasútvonal vagy a 40a vasútvonalon.

## Vonatösszeállítás
A vonatot Budapest és Gyékényes között általában a  MÁV-START 431-es villanymozdony. Majd magyar-horvát határon mozdonycsere történik HŽ 1141-es. Ogulinnél újabb mozdony csere történik HŽ 1141-es villanymozdonyról HŽ 2044-es dízelmozdonyra.
Vonatösszeállítás 2025. június 10-étől:
| Kocsiszám | Típus                                                 | Útirány              |
| --------- | ----------------------------------------------------- | -------------------- |
|           | MÁV V43 villanymozdony                                | Budapest – Gyékényes |
|           | HŽPP 1141 villanymozdony                              | Gyékényes – Ogulin   |
|           | HŽPP 2044 dízelmozdony                                | Ogulin – Split       |
| 31        | START By/Byee (termes másodosztályú)                  | Budapest – Gyékényes |
| 9         | START Bmz/START Amz/START ABmz (fülkés másodosztályú) | Budapest – Split     |
| 8         | START Bmz (fülkés másodosztályú)                      | Budapest – Split     |
| 7         | START Bmz (fülkés másodosztályú)                      | Budapest – Split     |
| 6         | START Bcmz (másodosztályú fekvőhelyes)                | Budapest – Split     |
| 5         | START Bcmz (másodosztályú fekvőhelyes)                | Budapest – Split     |
| 4         | START Bcmz (másodosztályú fekvőhelyes)                | Budapest – Split     |
| 3         | MÁVRT WRm (étkezőkocsi)                               | Budapest – Split     |
| 2         | START WLABmz (másodosztályú háló)                     | Budapest – Split     |
| 1         | START WLABmz/START WLAB (másodosztályú háló)          | Budapest – Split     |

| Kocsiszám | Típus                                                 | Útirány              |
| --------- | ----------------------------------------------------- | -------------------- |
|           | HŽPP 2044 dízelmozdony                                | Split – Ogulin       |
|           | HŽPP 1141 villanymozdony                              | Ogulin – Gyékényes   |
|           | MÁV V43 villanymozdony                                | Gyékényes – Budapest |
| 1         | START WLABmz/START WLAB (másodosztályú háló)          | Split – Budapest     |
| 2         | START WLABmz (másodosztályú háló)                     | Split – Budapest     |
| 3         | MÁVRT WRm (étkezőkocsi)                               | Split – Budapest     |
| 4         | START Bcmz (másodosztályú fekvőhelyes)                | Split – Budapest     |
| 5         | START Bcmz (másodosztályú fekvőhelyes)                | Split – Budapest     |
| 6         | START Bcmz (másodosztályú fekvőhelyes)                | Split – Budapest     |
| 7         | START Bmz (fülkés másodosztályú)                      | Split – Budapest     |
| 8         | START Bmz (fülkés másodosztályú)                      | Split – Budapest     |
| 9         | START Bmz/START Amz/START ABmz (fülkés másodosztályú) | Split – Budapest     |
| 31        | START By/Byee (termes másodosztályú)                  | Gyékényes – Budapest |

## Megállóhelyei
| Megállóhelyek                 |
| ----------------------------- |
| 1. Budapest-Keleti pályaudvar |
| 2. Budapest-Kelenföld         |
| 3. Székesfehérvár             |
| 4. Siófok                     |
| 5. Fonyód                     |
| 6. Balatonszentgyörgy         |
| 7. Nagykanizsa                |
| 8. Gyékényes                  |
| 9. Knin                       |
| 10. Perković                  |
| 11. Split Predgrađe           |
| 12. Split                     |